# Paul Ariste
Paul Ariste (født 3. februar 1905 i Rääbise, Võtikvere vald (senere Torma Vald), Jõgevamaa, død 2. februar 1990, Tartu) var en estisk sprogforsker kendt for sine studier i finsk-ugriske sprog (især estisk og votisk), jiddisch og baltiske romani sprog.
Han var født Paul Berg, men i 1927 ændrede han efternavnet til Ariste. Han fik sin uddannelse ved Tartu Universitet og virkede efterfølgende der. Ariste tog magistergrad ("Eesti-rootsi laensõnad eesti keeles") i svensk-estiske låneord i estisk og doktorgrad ("Hiiu murrete häälikud") i dialekten på øen Hiiu (Dagø). Fra 1945 til 1946 sad Ariste i fængsel under den sovjetiske besættelse af Estland, fordi han havde været medlem af Veljesto, en studenterforening til støtte for et selvstændigt Estland
Han blev leder af den finsk-ugriske afdeling af Tartu Universitet og var én af initiativtagerne til genoplivelsen af finsk-ugriske studier under sovjet-perioden. Ariste oprettede tidsskriftet Sovetskoje finnougrovedenije (russisk: Советское финноугроведение; Sovjetiske finno-ugriske Studier, senere omdøbt til Linguistica Uralica).
Ariste var tillige en fremstående esperantist og medlem af Academy of Esperanto fra 1963 til 1967. Han blev optaget på en liste i år 2000 i esperanto-tidsskriftet La Ondo som en af de 100 mest fremstående esperantister.

## Forfatterskab
- Paul Ariste: "Svenska låneord från svensktiden i estniska språket"; Svio-Estonica; Tartu 1936; s. 185-200
- Paul Ariste: "A quantitative language"; Proceedings of the 3rd International Congress of Phonetic Sciences; Ghent 1939; s. 276-280.
- Paul Ariste: Vadja keele grammatika; Tartu 1948 (dansk: Det votiske sprogs grammatik; estisk)
- Paul Ariste: "Eesti keele foneetika"; Eesti Riiklik Kirjastus; Tallinn 1953 (dansk: Estisk sprogs fonetik; estisk)
- Paul Ariste: "Isuri keelest"; Emakeele Seltsi Aastaraamat II; Tallinn 1956; s. 32-52
- Paul Ariste: "Isuri keelenäiteid"; Keele ja Kirjanduse Instituudi Uurimused V; Tallinn 1960; s. 7-68
- Paul Ariste: Vadjalaste laule; Tallinn 1960 (dansk: Voternes sange; estisk)
- Paul Ariste: Vadja muninasjutte; Tallinn 1962 (dansk: Votiske eventyr; estisk)
- Paul Ariste: A Grammar of the Votic Language; Bloomington, Indiana University 1968; ISBN 978-0-87750-024-7
- Paul Ariste: Keelekontaktid: Eesti keele kontakte teiste keeltega; Tallinn: Valgus 1981 (dansk: Sprogkontakter: Estisk sprogs kontakter med andre sprog; estisk)